# Baron Grimthorpe
Baron Grimthorpe, of Grimthorpe in the East Riding of the County of York, ist ein erblicher britischer Adelstitel in der Peerage of the United Kingdom.
Familiensitz der Barone ist Westow Hall in York.

## Verleihung
Der Titel wurde am 16. Februar 1886 für den Juristen und Architekten Sir Edmund Beckett, 5. Baronet geschaffen. Da er kinderlos war, erfolgte die Verleihung mit dem besonderen Zusatz, dass der Titel in Ermangelung eigener männlicher Nachkommen auch an die übrigen männlichen Nachkommen seines Vaters vererbbar sei. Bereits 1874 hatte er von seinem Vater den fortan nachgeordneten Titel 5. Baronet, of Leeds in the County of York and of Somerby Park in the Parish of Gainsborough in the County of Lincoln, geerbt, der am 2. November 1813 seinem Großvater verliehen worden war.
Bei seinem Tod am 29. April 1905 fielen seine Titel gemäß dem besonderen Zusatz an seinen Neffen als 2. Baron. Heutiger Titelinhaber ist seit 2003 dessen Urenkel Edward Beckett als 5. Baron.

## Liste der Barone Grimthorpe (1886)
- Edmund Beckett, 1. Baron Grimthorpe (1816–1905)
- Ernest Beckett, 2. Baron Grimthorpe (1856–1917)
- Ralph Beckett, 3. Baron Grimthorpe (1891–1963)
- Christopher Beckett, 4. Baron Grimthorpe (1915–2003)
- Edward Beckett, 5. Baron Grimthorpe (* 1954)

Titelerbe (Heir Apparent) ist der Sohn des aktuellen Titelinhabers Hon. Harry Beckett (* 1993).